# Изпит (разказ)
„Изпит“ е разказ от сборника „Диви разкази“ на Николай Хайтов.
 Внимание:  Текстът по-долу разкрива сюжета на произведението (или части от него)!
Един майстор на каци получава поръчка да изработи голяма каца, която да събира „триста оки извара“, но и при навеждане, дъното да се достига с ръка. Майсторът приема поръчката, занася кацата на Кара Сулю Бялковски, но последният твърди, че обръчите, които са от дърво, не са достатъчно здрави и иска да бъдат сменени с железни. Майсторът отказва, като твърди, че дървените са по-здрави и за да докаже правотата си, хвърля кацата в дерето, в дъното на което има вир с бушуваща вода. Преди това се обзалагат, че ако кацата остане цяла, майстор Лию ще обръсне брадата на ходжата на селото. След като кацата оцелява, селяните започват да го молят да пощади брадата, но Лию е непреклонен. Майсторът се връща вкъщи без пари след случката, а баща му е сърдит. След това идват селяни и го молят да се върне и да изтегли кацата от вира, защото се удря в бреговете и вдига много шум. С много мъки и с риск за живота си, Лию успява да я издърпа, а след това Сулю публично признава, че дървените обръчи са по-здрави; Лию е възнаграден богато за майсторлъка си и заваляват много поръчки от различни хора, да им направи и на тях толкова здрава каца.